# Долорес дел Рио
Мария де лос Долорес Асунсоло и Лопес Негрете (на испански: María de los Dolores Asúnsolo y López Negrete), по-известна като Долорес дел Рио (на испански: Dolores del Río), е мексиканска актриса. С кариера от повече от петдесет години в света на развлеченията, тя е призната за първата испано-американска актриса, постигнала признание в Холивуд, където прави изключителна кариера през 1920-те и 1930-те години. Тя също се смята за една от фигурите от така наречения Златен век на мексиканското кино през 1940-те и 1950-те години.
След като е открит актьорският ѝ талант в Мексико, Долорес започва кариерата си в Холивуд през 1925 г. Тя постига признание с участието си във филми като Възкресение (1927), Рамона (1928) и Еванджелин (1929). Долорес започва да се смята за женска версия на Рудолфо Валентино, „женски латинолюбител“, по нейно време през ерата на американското нямо кино.
С появата на радиостанциите Долорес участва в множество филми в жанрове като драма, романтична комедия и мюзикъли. Сред най-забележителните ѝ филми от този етап от кариерата ѝ са Райска птица (1932), Полет до Рио (1933) и Мадам Дю Бари (1934). В началото на 40-те години на миналия век, когато холивудската ѝ кариера започва да запада, Долорес решава да се върне в Мексико и да се присъедини към филмовата индустрия в родната си страна, която по това време е в своя пик.
Долорес се превръща в една от най-известните фигури в мексиканското кино. Поредица от филми с участието ѝ се считат за класика и спомогат за популяризирането на мексиканското кино по света. От тези филми се открояват заглавия като Диво цвете (1943), Мария Канделария (1943), Изоставените (1944), Бугенвилея (1945) и Необичана (1949).
Актрисата остава активна в мексиканското кино през 1940-те и 1950-те години. През 1960 г. тя се завръща в Холивуд. През следващите няколко години редува участията си в мексиканското и в американското кино. От края на 50-те до началото на 70-те години оглавява някои театрални продукции и се появява в американски телевизионни сериали.
Долорес дел Рио се смята за митична фигура на забавлението, както в Латинска Америка, така и в Съединените щати, и представяне, пар екселанс, на женското лице на Мексико по целия свят.

## Биография и кариера

### 1904-1925: Ранен живот и брак
Мария де лос Долорес Асунсоло и Лопес Негрете е родена на 3 август 1904 г. във Виктория де Дуранго като е дъщеря на Хесус Леонардо Асунсоло Жак, който от своя страна е син на богати фермери и директор на местната банка, и Антония Лопес Негрете, която принадлежи на една от най-богатите фамилии в страната, чийто родословие се проследява до Испания и вицекралското благородство.
Родителите ѝ са били членове на мексиканската аристокрация, която е съществувала по време на Порфириато (период в мексиканската история, когато диктаторът Порфирио Диас е президент). От страна на майка си тя е братовчедка на режисьора Хулио Брачо и актьорите Рамон Новаро(един от „Латинолюбителите“ на нямото кино) и Андреа Палма(друга актриса от мексиканското кино). От страна на баща си тя е братовчедка на мексиканския скулптор Игнасио Асунсоло и на социалната активистка и модел Мария Асунсоло. Долорес е леля на актрисата Диана Брачо. Последното предизвика полемика, когато по време на Международния филмов фестивал в Гуадалахара през 2011 г. Брачо заявява, че Долорес дел Рио е „ужасна актриса“.
Семейството на Долорес губи всичките си активи по време на Мексиканската революция, продължила от 1910 до 1920 г. Аристократичните семейства на Дуранго са заплашени от въстанието, водено от Панчо Виля в региона. Семейство Асунсоло решава да избяга. Бащата на Долорес решава да емигрира в Съединените щати, докато тя и майка ѝ бягат в град Мексико с влак, преоблечени като селянки. През 1912 г. семейство Асунсоло се събира отново в мексиканската столица и живее под закрилата на тогавашния президент Франсиско Мадеро, който е братовчед на Антония, за това Долорес заявява следното:
| „ | Бях много малка, когато майка ми ме доведе в столицата, за да се срещне с братовчед си Дон Панчито, както тя галено го наричаше, Мадеро, тогава президент на републиката, който ме слагаше в скута си и ми даваше огромен червен балон. | “ |

На този етап от революцията тя също преживя атаката, известна като Трагичната десетка, извършена през февруари 1913 г., която се състои от военен преврат за свалянето на Франсиско Мадеро като президент на Мексико. Актрисата споделя следното:
| „ | Войските се биеха ожесточено от покривите и булевардите и в такива случаи, когато опасността се засили, ние се укривахме в скривалището в къщата на родителите ми. | “ |

Долорес посещава френското училище „Сен-Жозеф“, разположено в мексиканската столица. Тя също така развива страхотен вкус към танца, вкус, който се събужда в нея, когато майка ѝ я води на едно от представленията на руската балерина Анна Павлова. Долорес е очарована да види танца ѝ и решава самата тя да стане балерина. Долорес убеждава майка си да я запише на уроци по танци при учителя Фелипита Лопес. По това време Долорес страда от голяма несигурност и нещо като комплекс на „грозното патенце“. Поради тази причина майка ѝ моли художника Алфредо Рамос Мартинес (известен художник на мексиканската аристокрация от онова време) да направи нарисува портрет, което помага на Долорес да преодолее несигурността си.
През 1921 г. Долорес присъства на танц, организиран от група светски дами в полза на болница. Там тя се запознава с аристократа Хайме Мартинес дел Рио и Виниет, принадлежащ към едно от най-богатите семейства на времето. И двамата започват романтична връзка, като след само два месеца решават да се оженят на церемония, състояла се на 11 април 1921 г. Именно от него тя наследява артистичното си фамилно име и който ѝ позволява да продължи да се наслаждава на социално-икономическото ниво, на което е свикнала.
Нейният меден месец с Хайме продължиава две години, пътувайки из Европа. Долорес танцува за кралете на Испания, които са очаровани да я видят да изпълнява танцово представление за войниците от войната в Мароко. След завръщането си в Мексико Хайме решава да се посвети на отглеждането на памук в Hacienda Las Cruces, в Насас, Дуранго. Въпреки това, ярък спад на световния пазар на памук през 1924 г. предизвика икономическа криза и за двамата и те трябва да се установят в столицата под финансовата защита на семействата си. От своя страна тя трябва да продаде бижутата си, за да се опита да си върне част от състоянието, което тя и съпругът ѝ са загубили. Освен това Долорес е бременна, когато се връщат в страната и получава усложнения, които не може да бъдат преодолени, което води до спонтанен аборт, след което лекарите ѝ препоръчват да не забременява отново, отнемайки възможността ѝ да има деца.

### 1925-1929: Нямо кино
В началото на 1925 г. художникът Адолфо Бест Могард, близък приятел на Долорес и нейния съпруг, посещава къщата им, придружен от американския режисьор Едуин Карю, влиятелен режисьор в холивудско филмово студио, който е в Мексико за сватбата на актьорите Бърт Лайтел и Клеър Уиндзор. Той е очарован от Долорес и решава да я спечели, затова кани двойката да работят в Холивуд. Карю убеждава Хайме, като му казва, че може да превърне жена си във филмова звезда, „женския еквивалент на Рудолфо Валентино“. Хайме смята, че това предложение може да сложи край на финансовите им затруднения. Дълбоко в себе си той може да изпълни старата си мечта – да пише сценарии за Холивуд. Нарушавайки всички канони на мексиканското общество по онова време и против волята на семействата си, с изключение на майка си, Долорес и съпругът ѝ пътуват с влак до Съединените щати, за да започнат кариера в киното. Те пристигат в Холивуд на 27 август 1925 г. Долорес е наета от Карю, който започва да служи като неин агент, мениджър, продуцент и режисьор. В стремежа си да получи широка публичност, за да привлече вниманието на обществеността, Карю прави репортаж, посветен на Долорес, в основните холивудски списания, като казва:
| „ | Долорес дел Рио, наследницата и първа дама на мексиканското висше общество, пристигна в Холивуд с пратка шалове и гребени на стойност 50 000 долара (говори се, че тя е най-богатото момиче в своята страна благодарение на богатството на съпруга си и това на родителите ѝ). Тя ще дебютира във филма Джоана, режисиран от нейния откривател Едуин Карю“. | “ |

Премиерата на Джоана е в края на 1925 г. Във филма, известен също на испански като Джоана, куклата милионер, Долорес играе ролята на Карлота Да Силва, испанска графиня, но се появява само за пет минути. Днес този филм се счита за изгубен филм, тъй като няма копия, намиращи се в нито един филмов архив. През този период Долорес участва в редица филми на различни студиа.
Въпреки че кариерата ѝ процъфтява, личният ѝ живот се разпада заради проблемите, които има със съпруга си Хайме Мартинес дел Рио. На 8 юни 1928 г. двамата се развеждат.

### 1930-1936: Кино със звук
През 1930 г. Дел Рио се запознава със Седрик Гибънс, артистичен директор на „Метро-Голдуин-Майер“ и един от най-влиятелните хора в Холивуд, на парти, организирано в двореца „Хърст“. Двойката започва романтична връзка и най-накрая се жени на 6 август 1930 г. Малко след брака им Дел Рио се разболява сериозно от тежка бъбречна инфекция. Лекарите препоръчват продължителна почивка на легло. Това води до края на договора ѝ с „Юнайтед Артистс“. Когато се възстановява, Долорес дел Рио подписва ексклузивен договор с „РКО Пикчърс“. Първият ѝ филм с компанията е Момичето от Рио (1932), режисиран от Хърбърт Бренон.
Тъй като „РКО“ постига очакваните резултати с филмите, в които Дел Рио участва, бързо решава да я накара да участва в друг филм, музикална комедия, режисирана от Торнтън Фрийланд, озаглавена Полет до Рио (1933). Във филма Фред Астер и Джинджър Роджърс се появяват за първи път като танцови партньори. В лентата Долорес се появява танцувайки с Астер в сложен танц, наречен Орхидеи на лунна светлина. В този филм Дел Рио става първата актриса, която носи бански костюм от две части на екрана. Но след премиерата компанията е загрижена за финансовите си проблеми и решава да не подновява договора на Долорес.
Джак Уорнър ѝ предлага главна роля в два филма на „Уорнър Брос“. Първият е музикалната комедия Чудесен бар (1934), режисирана от Лойд Бейкън. Малко по малко Долорес и Ал Джолсън, с когото си партнират, обират овациите. Премиерата на филма е през март 1934 г. и носи успех за компанията.

### 1937-1942: Залез в Холивуд
С подкрепата на „Юнивърсъл Студиос“ Дел Рио се снима във филма Площадката на дявола (1937), партнирайки си с Честър Морис и Ричард Дикс. Но въпреки позицията си в студиото, Гибънс така и не успява да помогне на съпругата си да постигне по-висок профил, тъй като водещите фигури в „Метро-Голдуин-Майер“ по това време са Грета Гарбо, Норма Шиърър, Джоан Крофорд и Джийн Харлоу. Ръководителите на студиото се възхищават на красотата на Долорес, но не се интересуват от кариерата ѝ, тъй като в този период латино звездите нямат много възможности да блеснат в тяхната компания. Долорес е поставена в списък, озаглавен „отрова за боксофиса“ (заедно със звезди като Джоан Крофорд, Грета Гарбо, Катрин Хепбърн, Марлене Дитрих, Мей Уест и др.). Списъкът е изпратен до вестниците в Лос Анджелис от независимо кино, чиято мисъл е, че високите заплати и популярността на тези звезди не компенсират ниските продажби на билети за техните филми.
В разгара на залеза на кариерата си през същата година Долорес се запознава с актьора и режисьор Орсън Уелс на парти, организирано от Дарил Занук. Двамата чувстват взаимно привличане и започват връзка, която води до развод между Долорес и Гибънс. След раздялата си с Уелс Долорес решава да се върне в Мексико.

### 1943-1956:Златен век на мексиканското кино
Дел Рио се завръща в Мексико през 1943 г., разочарована от американската звездна система, която малко по малко я пренасочва към второстепенни роли. При пристигането си ѝ предлагат главната роля във филма Диво цвете, режисиран от Емилио Фернандес, който е неин почитател, тъй като е работил като статист в един от холивудските ѝ филми. Филмът събра успешен филмов екип, който се състои от Фернандес като режисьор, Габриел Фигероа като оператор, сценарист е Маурисио Магдалено и Долорес и Педро Армендарис като звезди. Този филмов екип помага за затвърждаването на Златния век на мексиканското кино. Филмът има голям успех, което позволява на Долорес да запази престижа си на актриса. Дел Рио поддържа приятелски отношения с видни хора на изкуството като Салвадор Ново, Диего Ривера и Фрида Кало.
Предвид огромния успех на Диво цвете, филмовият екип заснема един от шедьоврите на Емилио Фернандес – Мария Канделария, филм, който също допринася за повишаване на култа към Долорес като най-великата дива на мексиканското кино. Филмът разказва историята на местна жена от района на езерото Хочимилко, която е презирана от собствения си народ. Емилио Фернандес пише сценария за филма върху няколко салфетки, докато е в ресторант. Това е така, защото той няма пари да купи на Долорес подарък за рождения ѝ ден. Сценарият е идеалният подарък. Снимките обаче стават напрегнати поради постоянните конфронтации между Долорес и Емилио. Несподелената любов на Емилио води до насилствени действия срещу Долорес. Въпреки това филмът има международен успех. Това е първият мексикански филм, награден на Фестивала в Кан. С интерпретацията си на трагичната героиня Долорес се превръща в своеобразен национален символ на Мексико.
Третият ѝ проект под режисурата на Фернандес е Изоставените (1944). Във филма Долорес играе ролята на многострадална жена, която изоставя сина си и попада в света на проституцията. Съдържа политически препратки, които плашат цензурата и е на път да бъде забранен. За изпълнението си Долорес получава първата награда „Ариел“ в своята филмова кариера в категорията за най-добра актриса. Четвъртият ѝ филм с Фернандес и екипа му е Бугенвилея (1945), романтичен филм, заснет в град Гуанахуато и в който Долорес показва един от най-скъпите костюми в мексиканското кино от онова време. Но след заснемането му, Долорес решава да спре работата си с Фернандес. Несподелената любов на режисьора към актрисата започва да създава трудности и атмосфера на напрежение. През 1945 г. заснема Огнената джунгла, режисиран от Фернандо де Фуентес. Според историята този филм е дошъл при нея поради „грешка в съобщението“. Сценарият е написан за Мария Феликс, друга мексиканска актриса, нейна съвременничка. От своя страна Феликс получава сценария за Световъртеж, който е написан за Долорес. Когато актрисите откриват грешката, е твърде късно. Долорес е очарована да играе различна героиня в кариерата си, смела жена, която изпълнява горещи сцени заедно с актьора Артуро де Кордова. От този момент пресата започва да спекулира за силно съперничество между двете актриси.
През 1946 г. Долорес работи за първи път под ръководството на Роберто Гавалдон във филма Другият, с който предизвиква фурор с ролята на сестри близначки. Гавалдон е новият филмов партньор на Долорес след професионалната ѝ раздяла с Емилио Фернандес. През 1947 г. актрисата е повикана от американския режисьор Джон Форд за филма Беглецът, базиран на романа Силата и славата на Греъм Грийн и заснет в Мексико. Във филма Долорес играе роля, напомняща на Мария Магдалена, влюбена в свещеник, изигран от Хенри Фонда. Филмът обаче е критикуван и обвинен в комунизъм. Накрая, през същата година, Долорес снима в Аржентина по покана на Луис Саславски История на една лоша жена, адаптация на пиесата Ветрилото на лейди Уиндърмиър от Оскар Уайлд. В Аржентина Долорес е преследвана от не кой да е друг, а първата дама Евита Перон. Перон кани Долорес на чай, но тя отказа поради графика си за филми. На следващия ден правителството издава заповед за пълно затваряне на филмовата индустрия, за да може Долорес да пие чай с Перон. Слухове за участието ѝ във въпроси, свързани с комунизма, предизвикат тревога в Холивуд. В интервю с колумниста Хеда Хопър от Аржентина Долорес твърди, че не се притеснява от полемиката около Беглецът. Според Хопър „Долорес каза, че спорът е добавил милиони песо към печалбата на филма“.
През 1949 г. Долорес се събира отново с Фернандес и екипа му за филма Необичана, базиран на едноименната пиеса от Хасинто Бенавенте. В историята Долорес играе жена, която оспорва любовта на мъж със собствената си дъщеря (актрисата Колумба Домингес). Фактът, че Домингес е новата муза и романтичен партньор на Фернандес, поражда слухове и спорове за напрежението на снимачната площадка. През същата година Долорес среща американския милионер, авантюрист и театрален предприемач Луис А. Райли в Акапулко. Двамата започват връзка.
През 1951 г. Долорес играе лицемерната и аристократична доня Перфекта в едноименния филм, базиран на произведението от Бенито Перес Галдос, под режисурата на Алехандро Галиндо. Нейното представяне е одобрено от публиката и критиците и ѝ присъждат втората ѝ награда „Ариел“ за най-добра актриса. Третият ѝ „Ариел“ е получен през 1953 г. за превъплъщението ѝ на неуравновесена майка във филма Момчето и мъглата, отново под режисурата на Роберто Гавалдон.

### 1956-1960: Помирение със Съединените щати
За да изчисти имиджа си, тя изпраща писмо до правителството на Съединените щати, в което засяга положението си, твърдейки, че е „католичка, която иска само да бъде в мир с Бог и с хората“. След няколко усилия през 1956 г. Долорес най-накрая успява да стъпи в Съединените щати, за да участва в телевизионна програма. За да помогне за подобряване на имиджа си, актрисата дава интервю на колумниста в развлекателния сектор Луела Парсънс, където изразява загрижеността си за ситуацията в Куба и близостта ѝ с Мексико, като отбеляза: „Ние се борим срещу комунизма“.
През 1959 г. режисьорът Исмаел Родригес успява да я събере отново във филма Ла Кукарача с другата най-велика женска фигура в мексиканското кино, Мария Феликс. Срещата на двете актриси е успешна в боксофиса. Долорес играе ролята на образована жена от града, която оспорва любовта на мъж с Феликс.
През същата година Долорес най-накрая се омъжва за Райли след десет години връзка на частна церемония в Ню Йорк.

### 1960-1970: Завръщане в Холивуд
През 1960 г. Дел Рио се завръща в Холивуд след осемнадесет години отсъствие. Тя е поканена от „Фокс“ да участва заедно с Елвис Пресли във филма Пламтяща звезда, режисиран от Дон Сийгъл. Във филма Долорес играе ролята на майката на Пресли. Обратно в Мексико, Долорес играе в мелодрамата Грехът на една майка (1961), заедно с аржентинската актриса Либертад Ламарке.
През 1963 г. актрисата получава правата върху пиесата Мой скъп лъжец от Джеръм Килти, базирана на кореспонденцията между писателя Джордж Бърнард Шоу и актрисата Патрик Кембъл. Долорес играе ролята на Кембъл, а Игнасио Лопес Тарсо – ролята на Шоу. Пиесата има голям успех и е възстановена за кратък сезон през 1966 г.

### 1970-1983: Посланик на филантропията и културата
Ангажиментите на Долорес към различни културни и благотворителни дейности мотивират отсъствието ѝ от киното през почти цялото десетилетие на 70-те години. Долорес дел Рио е един от основателите на Международния фестивал „Сервантино“ в Гуанахуато и е част от борда на директорите на Обществото за защита на художественото съкровище на Мексико в продължение на няколко години. В продължение на много години Долорес е и един от основните промоутъри на Международния филмов фестивал в Акапулко.
През 1975 г. актрисата участва в множество реклами на УНИЦЕФ в кампания срещу недохранването на децата. През същата година тя трябва да участва в теленовелата на „Телевиса“ Ела, приятелю, но заради влошеното си здравословно състояние отказва проекта.

## Личен живот

### Обществен образ и личност
Когато Долорес дел Рио се завръща в Мексико, тя радикално променя имиджа си. За нея изтънчеността и каменната елегантност вече не са необходими. Тя се превръща в жена от плът и кръв, оставяйки настрана артистичната фигура. Чрез тази промяна тя придобива достойнство и автентична драматична достоверност. Оттогава, в ролите на индианка или бяла, нейният образ винаги е придружен от абсолютно харизматична аура и несравним драматичен заряд. В Холивуд Долорес губи позиции заради модерността на лицата. В Мексико тя има огромното богатство, че режисьорът Емилио Фернандес набляга на националните, автохтонни черти. Тя не пристига в Мексико като „звездата на Латино Холивуд“, но тя трансформира грима си, зачитайки чертите си и подчертавайки своя етнос, правейки я много привлекателна жена. Самата Долорес определя промяната, която претърпява външният ѝ вид в родната ѝ страна: „Свалих кожи и диаманти, сатенени обувки и перлени огърлици. Размених всичко за шала и босите крака“.
Джоан Крофорд заявява при посещението си в Мексико през 1963 г.:
| „ | Долорес беше и си остава една от най-красивите звезди на света. | “ |

Марлене Дитрих споделя:
| „ | Долорес дел Рио е най-красивата жена, стъпвала в Холивуд. | “ |

Писателят Джордж Бърнард Шоу веднъж казва:
| „ | Двете най-красиви неща на света са Тадж Махал и Долорес дел Рио. | “ |

През 1978 г. филмовият критик на „Лос Анджелис Таймс“ Кевин Томас споменава:
| „ | Долорес дел Рио – една от царуващите красавици на 20 век. | “ |

Дизайнерката Елза Скиапарели казва:
| „ | Виждала съм много красиви жени да идват при мен, но нито една не бе толкова съвършена като Долорес дел Рио! | “ |

Диего Ривера споделя:
| „ | Най-красивите е сред най-красивите на запад, на изток, на север и на юг. Влюбен съм в нея, както и четиридесет милиона мексиканци и сто и двадесет милиона американци, които не могат да грешат. | “ |

Американският фотограф Джеръм Зербе казва:
| „ | Долорес дел Рио и Марлене Дитрих са най-красивите жени, които съм снимал. | “ |

Известният холивудски дизайнер Ори-Кели си спомня първия път, когато облича Долорес:
| „ | Сложих голото ѝ тяло в пуловер. Тя не искаше никакви подробности да развалят линията. Когато приключих с драпирането ѝ, тя се превърна в гръцка богиня, като се приближи до огледалото и каза: „Красиво е“. Приближавайки се до огледалото, тя каза шепнешком: „Исусе, красива съм“. Нарцистична? Вероятно да, но беше права. Тя изглеждаше красиво. | “ |

Мексиканският писател Карлос Фуентес определя лицето ѝ:
| „ | Най-съвършените лицеви черти от индо-средиземноморската смес. | “ |

Немският писател Ерих Мария Ремарк определя лицето ѝ:
| „ | Перфектната жена би имала чертите на Долорес дел Рио и на Грета Гарбо. | “ |

## Смърт
През 1978 г. тя е диагностицирана с остеомиелит, а през 1981 г. с хепатит Б, след като получава заразена инжекция. Освен това страда от артрит. На 11 април 1983 г. Дел Рио умира на 78-годишна възраст в Нюпорт Бийч, Калифорния, поради чернодробна недостатъчност. Тялото ѝ е кремирано и прахът е репатриран в Мексико.
Останките ѝ първоначално са погребани в мавзолей във френския пантеон на „Сан Хоакин“, но през 2006 г. са ексхумирани и преместени в гробница, предназначена за нея в Ротондата на знаменитите личности, разположена в рамките на Гражданския пантеон на Долорес, в мексиканската столица, това е признание за нейния културен принос към Мексико.

## Избрана филмография
| Година | Филм               | Оригинално заглавие | Роля                          | Режисьор         |
| ------ | ------------------ | ------------------- | ----------------------------- | ---------------- |
| 1932   | Райска птица       | Bird of Paradise    | Луана                         | Кинг Видор       |
| 1944   | Мария Канделария   | María Candelaria    | Мария Канделария              | Емилио Фернандес |
| 1949   | Необичана          | La malquerida       | Раймунда                      | Емилио Фернандес |
| 1959   | Ла Кукарача        | La Cucaracha        | Исабел                        | Исмаел Родригес  |
| 1964   | Есента на шайените | Cheyenne Autumn     | Майката на Червената фланелка | Джон Форд        |
| 1967   | Имало едно време   | C'era una volta     | Кралицата майка               | Франческо Рози   |